# Kronan
Pour l’article homonyme, voir Kronan (Vellinge) (sv).
Le Kronan, également appelée Stora Kronan, était un navire de guerre suédois qui a servi comme navire amiral de la Marine royale suédoise dans la mer Baltique dans les années 1670. À sa construction, il fut l'un des plus grands navires du monde. Le 1er juin 1676, pendant la guerre de Scanie, il coule lors de la bataille d'Öland à la suite d'une erreur de navigation, causant la mort d'environ 800 hommes.

## Carrière
Avec Kronan comme navire amiral, la flotte a pris la mer en octobre 1675 sous le commandement de l'amiral du royaume (riksamiral) Gustaf Otto Stenbock, mais n'a pas été plus loin que Stora Karlsö au large de Gotland. Après quelques années de service et deux batailles navales contre les forces navales danoises et hollandaises, le Kronan perdit à la bataille d'Öland le 1er juin 1676.
En 1980 l’archéologue suédois Anders Franzén localisa l’emplacement exact de Kronan au fond de l’océan.  À 25 mètres de profondeur, elle se trouvait à quatre milles à l’est de la ville de Hulterstad à Öland, en Suède. Lors de la première expédition en 1981, l’équipage a décidé que leur priorité était de retirer tous les canons du navire, dont certains pesaient plus de quatre tonnes. Tous les canons étaient de formes et de tailles différentes ; trophées de différents royaumes, y compris l’Allemagne, la France, le Danemark et l’Espagne. En 1982, les archéologues ont découvert une collection de 255 pièces d’or provenant du Caire, de Séville et de Reval, la plus grande découverte de pièces d'or jamais réalisée en Suède, pour la plupart des ducats. Un barrage de fusils et d’autres armes à feu exposées au musée du comté de Kalmar en Suède, où une grande exposition a été organisées, entièrement consacrée aux découvertes de Kronan. En 2019, seulement 85% du site du naufrage avaient été cartographiés. À ce jour, plus de 30 000 objets différents ont été collectés dans l'épave pour être conservés.

### La bataille d'Öland

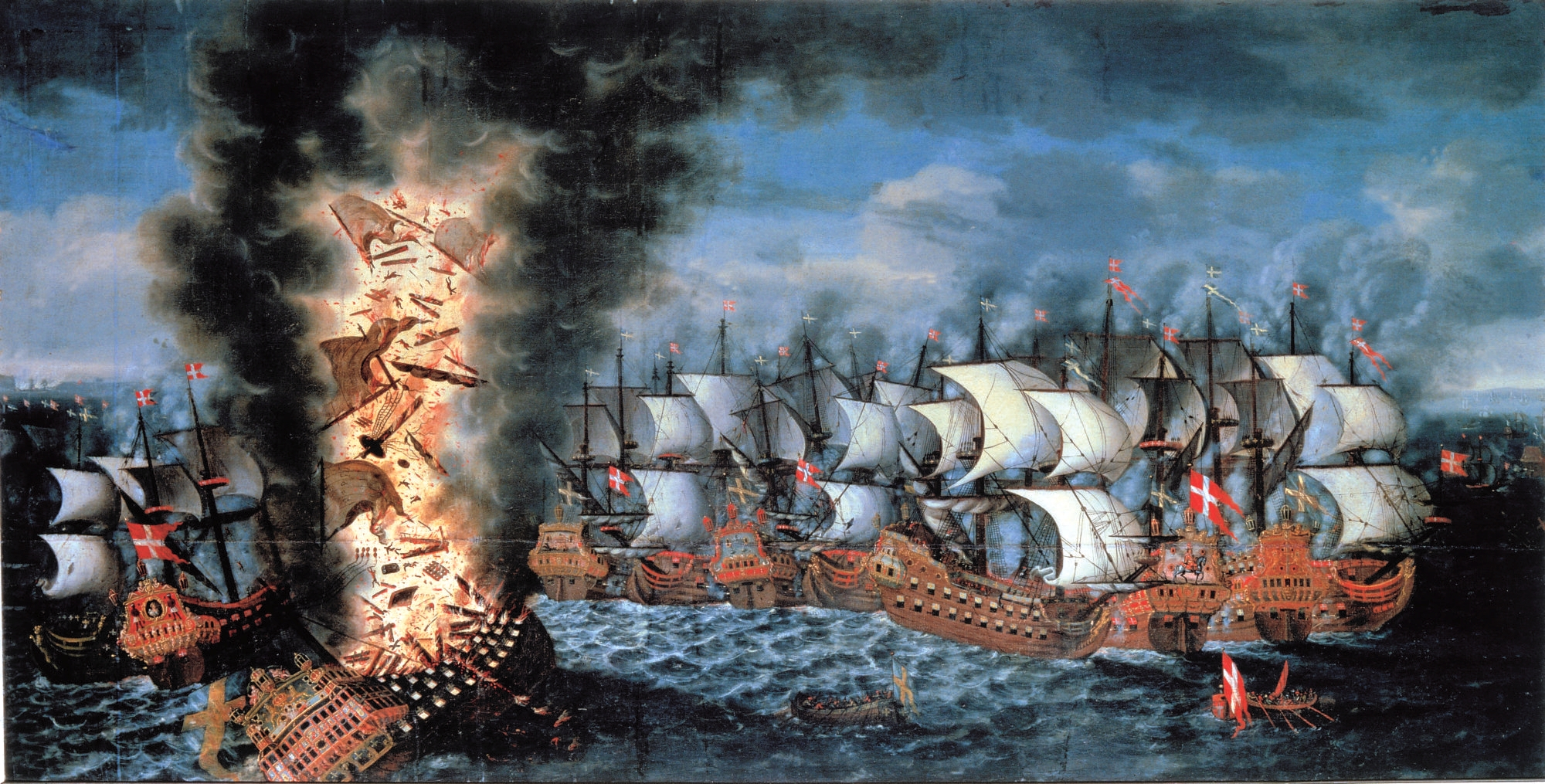
L'explosion du Kronan et l'encerclement du Svärdet, par Claus Møinichen.

La bataille débute aux alentours de midi, au nord-est du village d'Hulterstad, et les navires suédois se tournent face à leurs adversaires en étant insuffisamment préparés, en raison d'un manque de communication et d'une erreur d'interprétation de signaux. Selon le maître canonnier Anders Gyllenspak, le Kronan, qui est alors l'un des plus grands navires du monde, vire brusquement de bord sans que les sabords ne soient fermés et sans ariser ses voiles. Il prend du gîte et l'eau entre à flots par les sabords, ce qui le fait chavirer. Comme il coule, une lampe dans la réserve de poudre à canon tombe au sol et incendie la réserve, causant une violente explosion qui tue la majorité de l'équipage du navire (estimé à 800 hommes), seuls 42 marins en réchappent. Quatre navires des escadres de Creutz et de Claes Uggla prennent la fuite quand ils constatent que le navire amiral suédois est perdu.
La perte soudaine du Kronan sème la confusion parmi les navires suédois, déjà dispersés, et sape le moral de leurs équipages. L'amiral Claes Uggla devient le nouveau commandant de la flotte suédoise alors même que son navire, le Svärdet, manque d'entrer en collision avec l'épave du Kronan et doit empanner pour l'éviter. Ce brusque virement de bord du Svärdet est interprété par plusieurs autres navires comme un signal qu'il faut à nouveau virer de bord, alors que d'autres pensent que c'est le signe de la retraite générale, ce qui conduit à un chaos généralisé.

## Sources et bibliographie
- (sv) Kurt Lundgren, Sjöslaget vid Öland. Vittnesmål – dokument 1676-1677, Kalmar, Lingstad Bok & Bild, 2001, 251 p. (ISBN 91-631-1292-2)
- (sv) Axel Zettersten, Svenska flottans historia åren 1635-1680, Norrtälje, Norrtälje tidnings boktryckeri, 1903
- (sv) Olaf Sjöblom, Svenska slagfält, Stockholm, Wahlström & Widstrand, 2003 (ISBN 91-46-20225-0), « Slaget vid Öland 1676: Kronan går under »